# 제임스 케어

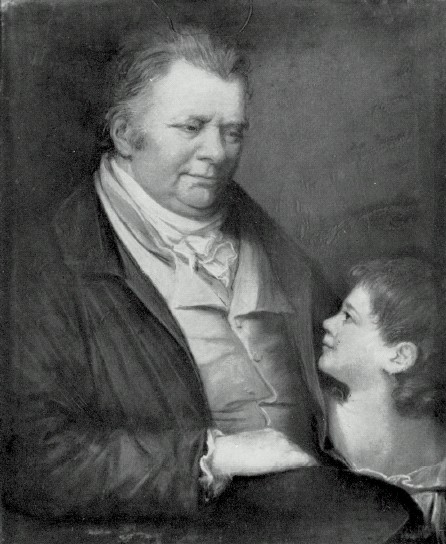
제임스 케어

제임스 케어(James Keir, FRS, 1735년 9월 20일~1820년 10월 11일)은 스코틀랜드의 화학자, 지질학자, 기업가, 그리고 발명가이다. 케어는 루나 학회의 중심 회원 중 한 명이었다.

## 생애
케어는 1735년 9월 20일 스코틀랜드의 스털링셔에서 태어났다. 에든버러의 왕립 학교에서 수학한 후 에든버러 대학교에서 의학을 공부하였고, 이곳에서 이래즈머스 다윈을 만나기도 하였다. 그는 조지프 프리스틀리와 가깝게 지내며 기체의 성질을 연구하기도 하였으며, 둘 모두 루나 학회의 회원이었다. 케어는 1820년 10월 11일 웨스트 브롬위치에서 사망하였다. 1845년의 화재로 인해서 그의 저술은 대부분 유실되었다.